# Aprostocetus marcovitchi
Aprostocetus marcovitchi is een vliesvleugelig insect uit de familie Eulophidae. De wetenschappelijke naam is voor het eerst geldig gepubliceerd in 1915 door Crawford.